# Один із наших
«Один із наших» (англ. One of Ours) — роман Вілли Катер 1922 року, який отримав Пулітцерівську премію 1923 року. Це історія життя Клода Вілера, уродженця штату Небраска, в перші десятиліття ХХ століття. Син успішного фермера і глибоко віруючої матері, він гарантовано має безбідне існування. Проте, Вілер вважає себе жертвою успіху батька і власного незрозумілого нездужання.

## Композиція
Двоюрідний брат Катер, Гросвенор П. (Г. П.) Катер народився і виріс на фермі, що межувала з фермою її власної сім'ї, і в образі Клода вона поєднала частини своєї особистості з особистістю Гросвенора. Катер пояснювала це в листі до Дороті Кенфілд Фішер:
Ми були дуже схожі і дуже різні. Він ніколи не міг втекти від нещастя бути самим собою, хіба що в дії, і все, до чого б він не докладав рук, виходило або потворним, або смішним.... Я жила на фермі його батька, коли почалася війна. Перший тиждень ми возили пшеницю до міста. У тих довгих поїздках ми розмовляли вперше за багато років, і я побачила деякі речі, які насправді були в глибині його свідомості.... Я думав про те, щоб написати історію про нього не більше, ніж про свій власний ніс. Це все було до болю знайоме. Я писала, щоб втекти від нього і йому подібних.
Гросвенор загинув під час Першої світової війни в 1918 році під час битви біля Кантіньї, Франція. Катер дізналася про його смерть, коли читала газету в перукарні. Вона написала:
Відтоді він був у моїй свідомості. Занадто особисте, збентеження спорідненості зникло. Але він був у моїй свідомості настільки, що я не могла крізь нього дістатися до інших речей... Частина мене була похована разом з ним у Франції, а частина залишилася в мені живою.
За хоробрість під вогнем він був нагороджений Хрестом за заслуги та срібною зіркою, про що Катер написала:
Що щось таке славне могло статися з кимось, хто був настільки позбавлений надії. Боязко, сердито він запитував мене про географію Франції у вагоні з пшеницею. Ну, бачите, він її вивчив.
Катер була незадоволена тим, що роман «класифікують як воєнну історію», що не входило в її наміри. Вона відійшла від своєї попередньої практики писати про західне життя, яке вона добре знала, щоб написати цю історію, яка частково розгортається у військовому житті та за кордоном, лише тому, що «це стояло між мною і всім іншим».
Катер працювала над романом під час візиту до Канади влітку 1919 року і закінчила його в Торонто в 1921 році. Вона використовувала листи свого двоюрідного брата та Девіда Гохштейна, нью-йоркського скрипаля, який послужив зразком для військового друга Клода, Девіда Герхардта. Вона брала інтерв'ю у ветеранів і поранених солдатів у госпіталях, приділяючи особливу увагу досвіду сільських жителів Небраски, який вона описала в журнальній статті «Перекличка в преріях». Вона також відвідала французькі поля битв.

## Сюжет
Навчаючись у Темпл-коледжі, Клод намагався переконати батьків, що навчання в державному університеті дасть йому кращу освіту. Батьки ігнорують його прохання, і Клод продовжує навчання в християнському коледжі. Після футбольного матчу Клод знайомиться і товаришує з родиною Ерліхів, швидко адаптуючи своє світосприйняття до любові Ерліхів до музики, вільнодумства і дебатів. Однак його кар'єра в університеті та дружба з Ерліхами різко перериваються, коли його батько розширює сімейну ферму, і Клод змушений покинути університет і керувати частиною сімейної ферми.
Прив'язаний до ферми, Клод одружується з Енід Ройс, подругою дитинства. Його уявлення про кохання та шлюб швидко руйнуються, коли стає очевидним, що Енід більше цікавиться політичною діяльністю та християнською місіонерською роботою, ніж коханням і турботою про Клода. Коли Енід від'їжджає до Китаю, щоб піклуватися про свою сестру-місіонерку, яка раптово захворіла, Клод повертається на сімейну ферму. Коли в Європі починається Перша світова війна, родина уважно стежить за кожною подією з-за океану. Коли Сполучені Штати вирішують вступити у війну, Клод записується до армії США.
Нарешті повіривши, що він знайшов мету в житті — поза важкою працею на фермі та шлюбу — Клод насолоджується свободою та новими обов'язками. Попри епідемію грипу та постійні труднощі на полі бою, Клод Вілер ніколи не відчував себе більш значущим, ніж зараз. Його гонитва за розмитими поняттями мети та принципів досягає кульмінації в жорстокій фронтовій сутичці з переважаючим німецьким наступом.

## Основні теми
Дія роману поділена на дві частини: перша — у Небрасці, де Клод Вілер намагається знайти мету свого життя і розчаровується, а друга — у Франції, де його прагнення до мети виправдовуються. Романтик, який не реалізувався у шлюбі, та ідеаліст без ідеалу, за який можна було б вхопитися, Уілер реалізує свій романтичний ідеалізм на жорстоких полях битв Франції 1918 року.
«Один із наших» — це портрет специфічно американської особистості, молодої людини, яка народилася вже після того, як американський кордон зник, чия квінтесенція американського неспокою шукає спокути на набагато кривавішому кордоні воєнного часу і відкриває у Франції спорідненість із землею, невідомою в Новому Світі.

## Критика
Сінклер Льюїс похвалив частину твору, присвячену штату Небраска — «правда справді керує першою частиною книги», — але написав, що в другій половині Катер створила «роман про скрипалів, які відважно стали солдатами, про самовідданих сержантів, вилазки опівночі та всі банальні місця звичайних військових романів». Генрі Менкен, який високо оцінив її попередні роботи, писав, що у зображенні війни зусилля Кетрін «різко падають до рівня серії в „Домашньому журналі леді“… що розгортається не у Франції, а на голлівудському знімальному майданчику».
Ернест Гемінґвей вважав його переоціненим, попри продажі, і в листі до Едмунда Вілсона зробив зауваження, яке пізніший критик назвав «відверто шовіністичним»: «Хіба остання сцена [битви] не була чудовою? Знаєте, звідки вона взялася? Сцена битви у „Народженні нації“. Я ідентифікував епізод за епізодом, катеринізував. Бідолашна жінка, вона мусила десь отримати свій військовий досвід».
Роман привернув Катер більше читачів, ніж її попередні роботи, хоча критика не була настільки позитивною. Цей роман погано порівнюють з іншими романами про Першу світову війну, як-от «Три солдати» Джона Дос Пассоса, написані з розчарованої та антивоєнної точки зору. Головний герой Катер, навпаки, втікає від нещасливого шлюбу та свого безцільного життя в Небрасці та знаходить мету свого життя у своїй військовій службі та військових товариствах, особливо в дружбі Девіда Герхардта, скрипаля. Катер, як пише один критик, «вчинила єресь, стверджуючи, що Перша світова війна насправді була надихаючим, навіть визвольним досвідом для деяких її учасників».

## Додаткові джерела
- Steven Trout, «Willa Cather's One of Ours and the Iconography of Remembrance,» in Robert Thacker and Michael A. Peterman, eds., Willa Cather's Canadian and Old World Connections, Cather Studies, vol. 4 (University of Nebraska Press, 1999), available online